# Rochus Wagner
Rochus Wagner (geb. 28. Juli 1932 in Oberwiesenthal) ist ein ehemaliger ein deutscher Skirennläufer.
Er trat bei den Olympischen Winterspielen 1956 in Cortina d’Ampezzo im Slalom an und belegte den 34. Platz. Er war bereits 1953 DDR-Meister in der Abfahrt geworden. Er arbeitete nach seiner Karriere als Skitrainer.